# Gernot Gutmann
Gernot Karl Gutmann (* 26. November 1929 in Freiburg im Breisgau; † 3. Juli 2024) war ein deutscher Wirtschaftswissenschaftler und Rektor der Universität zu Köln.

## Leben
Gernot Gutmann wurde als Sohn Elektrikers Franz Gutmann und seiner Frau Hilde, geb. Hug, in Freiburg geboren. Gegen Ende des Zweiten Weltkriegs wurde er mit 15 Jahren noch Kriegsteilnehmer. Nach der Rückkehr aus der Kriegsgefangenschaft machte er 1949 sein Abitur und studierte von 1951 bis 1954 Volkswirtschaftslehre an der Albert-Ludwigs-Universität Freiburg. 1956 wurde er mit einer Arbeit über Angebotsentwicklung in der Rheinschifffahrt und ihre Steuerung durch die Frachtenbildung in Freiburg zum Dr. rer. pol. promoviert. Nach wissenschaftlichen Assistenzen in Freiburg (1956), Marburg (1957/1958) sowie bei dem Ökonomen Karl Paul Hensel habilitierte er sich 1963 mit der Schrift „Theorie und Praxis der monetären Planung in der Zentralverwaltungswirtschaft. Schriften zum Vergleich von Wirtschaftsordnungen“; er erhielt die venia legendi für Volkswirtschaftslehre an der Philipps-Universität Marburg. 1965 wurde er Abteilungsleiter der Forschungsstelle zum Vergleich wirtschaftlicher Lenkungssysteme.
1970 erfolgte die Ernennung zum Professor für Volkswirtschaftslehre, Wirtschaftstheorie und Theoretische Wirtschaftspolitik zudem Direktor des Staatswissenschaftlichen Seminars an der Universität Marburg.
1971 wechselte Gutmann auf den Lehrstuhl für Wirtschaftliche Staatswissenschaften an die Universität zu Köln, zudem Direktor des Staatswissenschaftlichen Seminars in Köln. Gutmann war in weiteren Leitungsfunktionen an der Universität engagiert, als Direktor des Wirtschaftsarchivs (1974–1978), im Direktorium des Bundesinstituts für ostwissenschaftliche und internationale Studien (1978–1986), Dekan der Wirtschafts- und Sozialwissenschaftliche Fakultät (1982–1983) sowie als Rektor der Universität zu Köln von 1983 bis 1985. 1995 wurde er emeritiert.

## Wirken
Forschungsschwerpunkte von Gutmann waren Wirtschaftliche Ordnungstheorien und Ordnungspolitik sowie der Vergleich von Wirtschaftssystemen. Er publizierte zahlreiche Arbeiten.
Gernot Gutmann engagierte sich in zahlreichen nationalen wissenschaftlichen Initiativen. Von 1978 bis 1986 war er neben seinem Kölner Engagement Vorstandsmitglied des Johann Gottfried Herder-Forschungsrates in Marburg. Von 1985 bis 1993 war er geschäftsführender Vorstand der Berliner Forschungsstelle für gesamtdeutsche wirtschaftliche und soziale Fragen. In den Jahren 1987 bis 1991 war er zudem Präsident des Vereins für Socialpolitik. Er war Mitglied der deutschen UNESCO-Kommission von 1988 bis 1992.
1991 wurde er zum Gründungsdekan der Wirtschaftswissenschaftlichen Fakultät der Universität Leipzig bestellt und baute dort bis 1993 den Lehrbetrieb auf; sein Nachfolger war Bert Rürup. Er war langjähriger Gastdozent an der St.-Kliment-Ohridski-Universität Sofia (Bulgarien), an der Kirgisisch-Russischen Slawischen Universität Bischkek (Kirgisistan) und der Universität Omsk (Russland).

## Auszeichnungen und Ehrungen
- Brüder Murhardt-Preis der Stadt Kassel (1968)
- Ehrenmitglied der A.V. Hansea (Berlin) zu Köln im Cartellverband (CV)
- Caspar-Borner-Medaille für Verdienste um die Erneuerung der Universität Leipzig (1993)
- Ehrenmedaille am blauen Band der Kliment-Ohridski-Universität Sofia (1993)
- Ehrendoktorwürde der Universität Leipzig (1994)
- Ehrendoktorwürde der St.-Kliment-Ohridski-Universität Sofia (2000)
- Ehrendoktorwürde der Kirgisisch-Russische Slavische Universität in Bischkek (2003)
- Bundesverdienstkreuz 1. Klasse (2010)[2]

## Schriften (Auswahl)
- Die Wirtschaftsverfassung der Bundesrepublik Deutschland. Entwicklung und ordnungspolitische Grundlagen, Fischer Verlag Stuttgart 1964, zusammen mit Hans-Joachim Hochstrate, Rolf Schlüter
- Grundformen der Wirtschaftsordnung, Hirt 1965
- Ordnungspolitische Aspekte überbetrieblicher Investitionsplanung. Vereinbarkeit mit der Marktwirtschaft. In: Hans Besters et al. (Hrsg.): Investitionslenkung. Bedrohung der Marktwirtschaft? Deutscher Instituts-Verlag, Köln 1975, ISBN 3-88054-005-5, S. 71–102.
- Die Wirtschaftsverfassung der Bundesrepublik Deutschland, UTB für Wissenschaft 2. Auflage 1979, ISBN 3-437-40067-3, zusammen mit Werner Klein, Spiridon Paraskewopoulos
- Soziale Marktwirtschaft. Ein Modell für Europa, Duncker & Humblot 1994, ISBN 3-428-08236-2, zusammen mit Werner Kein, Spiridon Paraskewopoulos, Helmut Winter
- Die Wettbewerbsfähigkeit der ostdeutschen Wirtschaft. Ausgangslage, Handlungserfordernisse, Perspektiven, Duncker & Humblot 1995, ISBN 3-428-08413-6
- Volkswirtschaftslehre. Eine ordnungstheoretische Einführung, Kohlhammer 5. Auflage 1997, ISBN 3-17-012265-7
- Ökonomische Erfolge und Misserfolge der deutschen Vereinigung. Eine Zwischenbilanz, Lucius + Lucius 1998, ISBN 3-8282-5373-3